# Otvovice
Otvovice település Csehországban, a Kladnói járásban. Otvovice Zákolany, Olovnice, Kralupy nad Vltavou, Blevice, Holubice és Slatina településekkel határos. Lakosainak száma 788 fő (2024. január 1.).

## Népesség
A település lakosságának változását az alábbi diagram mutatja:
| Lakosok száma | 799  | 960  | 1219 | 962  | 779  | 683  | 803  | 818  | 791  | 788  |
|               | 1869 | 1890 | 1921 | 1950 | 1980 | 2001 | 2017 | 2019 | 2022 | 2024 |